# Arrondissement Bonneville
Bonneville is een arrondissement van het Franse departement Haute-Savoie in de regio Auvergne-Rhône-Alpes. De onderprefectuur is Bonneville.
Tussen 1860 (de aanhechting bij Frankrijk) en het einde van de Eerste Wereldoorlog lag het arrondissement in de Grande Zone Franche, een douanevrije zone met Zwitserland.

## Kantons
Het arrondissement was tot 2014 samengesteld uit de volgende kantons:
- Kanton Bonneville
- Kanton Chamonix-Mont-Blanc
- Kanton Cluses
- Kanton La Roche-sur-Foron
- Kanton Saint-Gervais-les-Bains
- Kanton Saint-Jeoire
- Kanton Sallanches
- Kanton Samoëns
- Kanton Scionzier
- Kanton Taninges

Na de herindeling van de kantons bij decreet van 13 februari 2014, met uitwerking op 22 maart 2015, omvat het volgende kantons :
- Kanton Bonneville
- Kanton Cluses
- Kanton Évian-les-Bains  ( deel 2/33 )
- Kanton Faverges  ( deel 1/27 )
- Kanton Le Mont-Blanc
- Kanton La Roche-sur-Foron  ( deel 7/27 )
- Kanton Sallanches